# Gruffydd ap Llywelyn
Pour les articles homonymes, voir Gruffydd ap Llywelyn (homonymie).
Gruffydd ap Llywelyn (1000 – 5 août 1063) régna sur différents royaumes du Pays de Galles, qu'il finit par unifier de son vivant en 1055.

## Origine
Son nom signifie « Gruffydd (ou Griffith en version anglicisée) fils de Llywelyn ». Il était le fils de Llywelyn ap Seisyll et le petit-fils par sa mère de Maredudd ab Owain, un descendant de Rhodri le Grand.

## Règne

Le pays de Galles à l'époque de Gruffydd ap Llywelyn.

À la mort de Iago ap Idwal ap Meurig en 1039, Gruffydd prend possession par surprise du Gwynedd et du Powys et remporta une guerre contre la Mercie. Il attaqua ensuite la principauté voisine de Deheubarth. En 1044, il tue Hywel ab Edwin et conquit le Deheubarth, mais le perdit en 1047 au profit de Gruffydd ap Rhydderch. Il s'allia alors avec les Merciens en épousant Édith, la fille du comte Ælfgar et gagna une influence considérable sur ce qui est aujourd'hui la frontière anglaise et mit à sac Hereford en 1055. La même année, il reprit Deheubarth et revendiqua tout le Pays de Galles (en comprenant les royaumes de Gwent et de Morgannwg, ce qui fut accepté par les Anglais). Il établit sa cour à Rhuddlan, en plein cœur des colonies Merciennes domaine de Ralph de Hereford, le neveu du roi anglais. Il conquit aussi une partie du comté de Chester.
Gruffydd put conclure un accord avec Édouard le Confesseur, mais ne put contenir les agressions du comte de Wessex Harold Godwinson. Ses propres troupes le désertèrent et l'assassinèrent à l'été l'année 1063. Les territoires qu'il contrôlait furent divisés entre ses différents successeurs.
Depuis environ cinq siècles, les Gallois partageaient la même langue, la même culture, la même religion, et à quelques variantes régionales près, la même loi. Bien que certains rois avaient presque réuni les Gallois sous un même règne (au mieux les trois-quarts), Gruffydd fut le premier à conquérir le Pays de Galles tel qu'on le connaît aujourd'hui. À sa mort, son empire est à nouveau divisé en sous-royaumes et il faut attendre un siècle l'arrivée de Llywelyn le Grand pour unifier à nouveau le Pays de Galles.
Selon Walter Map, dans son De Nugis Curalium (vers 1180), Gruffydd ap Llywelyn aurait dit en parlant de ses campagnes militaires contre son propre peuple gallois : « Ne me dites pas que je tue. Je me contente d'émousser les cornes des enfants gallois, de peur qu'ils ne blessent leur mère. »

## Union et postérité
Gruffydd avait épousé Ealdgyth, la fille d'Ælfgar, afin de sceller son entente avec ce dernier. Il s’agit de la première union connue d'un prince gallois avec une étrangère.
En 1070, ses deux fils Maredudd et Idwall (ou Ithel) tentent de reprendre leur héritage, mais ils périssent dans l'entreprise, lors de la bataille de Mechain vaincus par Bleddyn ap Cynfyn et Rhiwallon ap Cynfyn.